# Teterivka, Jașkiv
Teterivka (în ucraineană Тетерівка) este o comună în raionul Jașkiv, regiunea Cerkasî, Ucraina, formată numai din satul de reședință.

## Demografie
Componența lingvistică a comunei Teterivka
     Ucraineană (98,65%)
     Rusă (1,27%)
     Alte limbi (0,07%)
Conform recensământului din 2001, majoritatea populației comunei Teterivka era vorbitoare de ucraineană (98,65%), existând în minoritate și vorbitori de rusă (1,27%).